# 威利·舒尔茨
威利·舒爾茨（德語：Willi Schulz，1938年10月4日—）是一名德國前足球運動員，司職後衛。

## 球員生涯
舒爾茨在1950年加入低組別球會Union Günnigfeld，1959年首次獲得西德出戰國際賽，翌年轉投勁旅史浩克04，1965年加盟漢堡。
舒爾茨於1959年開始代表西德，自此已經西德隊在1960年代的重要成員之一，初期主要擔任右後衛，隨著從「WM 陣式」到 「4-2-4陣式」的變化，舒爾茨在1960年代中期從半後衛轉變為後中衛。在1966年世界盃期間，舒爾茨擔任西德隊的清道夫，他在該屆賽事表現出色，被評為賽事最佳防守球員之一。在接下來的四年裡，舒爾茨仍然擔任西德的清道夫。在此期間，舒爾茨被公認為當時球壇最好的後衛之一。1968年11月，他獲得代表FIFA明星隊參加在里約熱內盧迎戰巴西的表演賽。舒爾茨參加1970年世界盃期間因半月板及小腿受傷在六場比賽只參與兩場，由卡爾-軒斯·舒萊寧加代替他擔任清道夫。1970年世界盃後舒爾茨決定退出國家隊。

## 退役後生活
退休後，舒爾茨在漢堡成立一家保險代理公司，同時也從事老虎機業務。在1970至1980年代，舒爾茨還因其為漢堡報紙撰寫的批判性體育專欄而聞名。在1982年世界盃分組賽西德對奧地利中，提前晉級的奧地利因「默契球」故意輸給自己「萊茵河的兄弟」讓西德以 1-0 獲勝，從而令同組阿爾及利亞含恨出局，舒爾茨將西德球員稱為“黑幫”。

## 榮譽
- 1966年國際足協世界盃亞軍
- 1970年國際足協世界盃季軍
- 歐洲盃賽冠軍盃亞軍: 1967–68
- 德國盃亞軍:1966–67

## 外部鏈接
- fussballdaten.de：威利·舒尔茨之統計數據 （德文）
- worldfootball.net：威利·舒尔茨之統計數據 （英文）
- 威利·舒尔茨在 National-Football-Teams.com 上的出场纪录